# Vittorio Bonello
Vittorio Bonello (Messina, 30 marzo 1905 – Cagliari, 4 aprile 1982) è stato un calciatore e allenatore di calcio italiano, di ruolo attaccante.
Era conosciuto anche come Bonello II.

## Palmarès

### Club

#### Competizioni regionali
- Seconda Divisione: 1

Cagliari: 1935-1936